# ملیس لویت
ملیس لویت (انگلیسی: Meelis Loit؛ زادهٔ ۱۵ آوریل ۱۹۷۱) شمشیرباز اهل استونی است.
وی در مسابقات کشوری و بین‌المللی در مجموع برندهٔ ۱ مدال نقره شده‌است.